# تيد جيمس
تيد جيمس (7 أغسطس 1924 - 2 أبريل 2013) (بالإنجليزية: Ted James)‏ هو لاعب كريكت بريطاني (وحمل سابقاً جنسية المملكة المتحدة لبريطانيا العظمى وأيرلندا).